# Østmarka

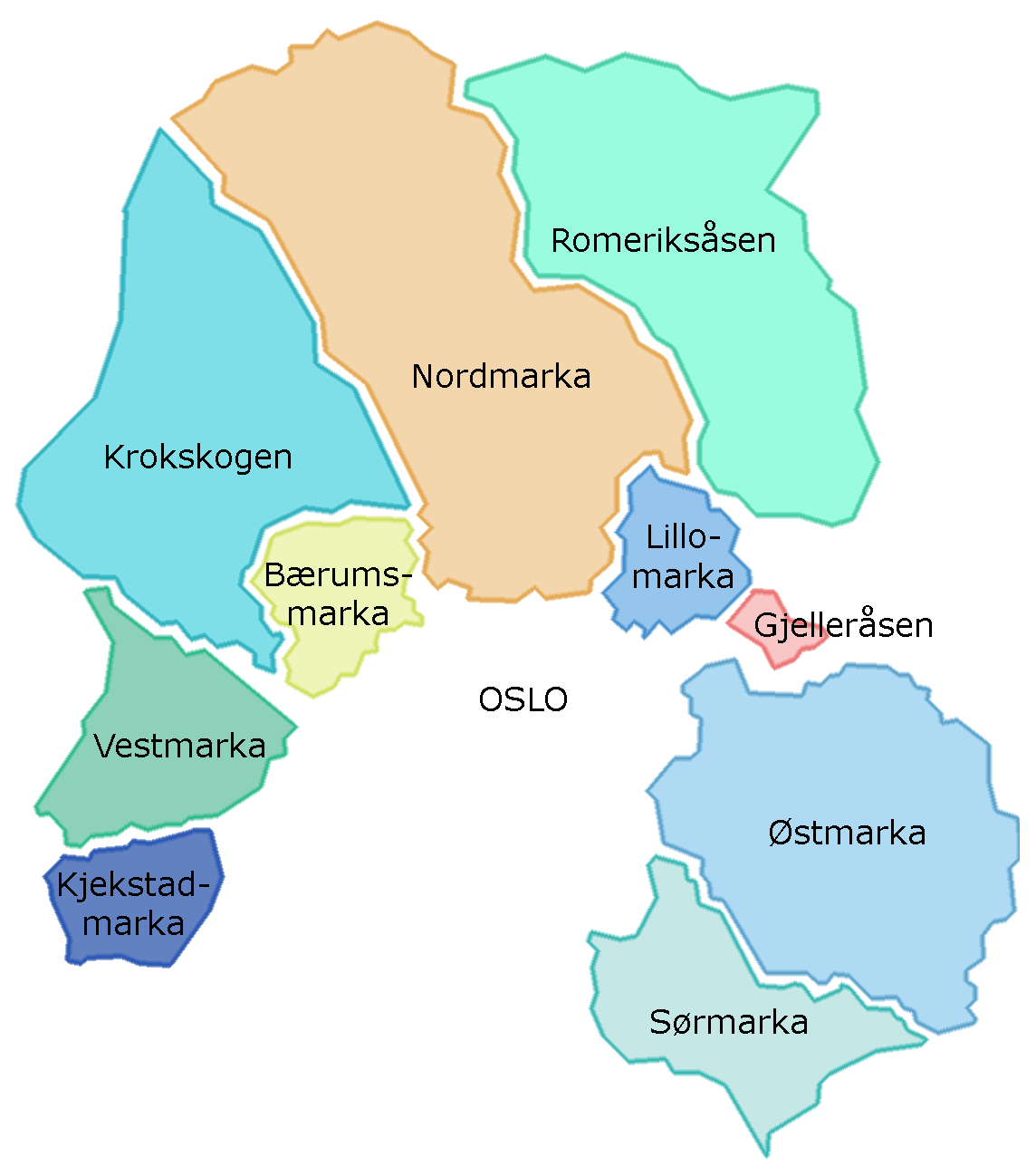
Karte der Marka

Die Østmarka ist ein Teil der Marka, des bewaldeten und hügeligen Gebiets rund um das Osloer Stadtgebiet. Das Waldgebiet erstreckt sich über die Kommunen Oslo, Lørenskog, Rælingen, Nordre Follo und Enebakk.

## Lage
Die Østmarka liegt im Osten der Marka. Im Süden grenzt die Sørmarka an und im Norden Gjelleråsen sowie der Stadtteil Alna. Im Westen grenzt die Østmarka an den Stadtteil Østensjø im Südosten Oslos. Richtung Osten erstreckt sie sich bis zu den im Westen des Sees Øyeren gelegenen landwirtschaftlich genutzten Flächen. Insgesamt hat die Østmarka eine Fläche von rund 250 km², wovon etwa 40 km² zur Kommune Oslo gehören.
Der höchste Punkt der Østmarka ist der Barlindåsen mit einer Höhe von 398,1 moh. in der Kommune Rælingen. Innerhalb der Kommune Oslo wird der höchste Punkt der Østmarka am Puttåsen erreicht, der eine Höhe von 363 moh. hat.

## Nutzung

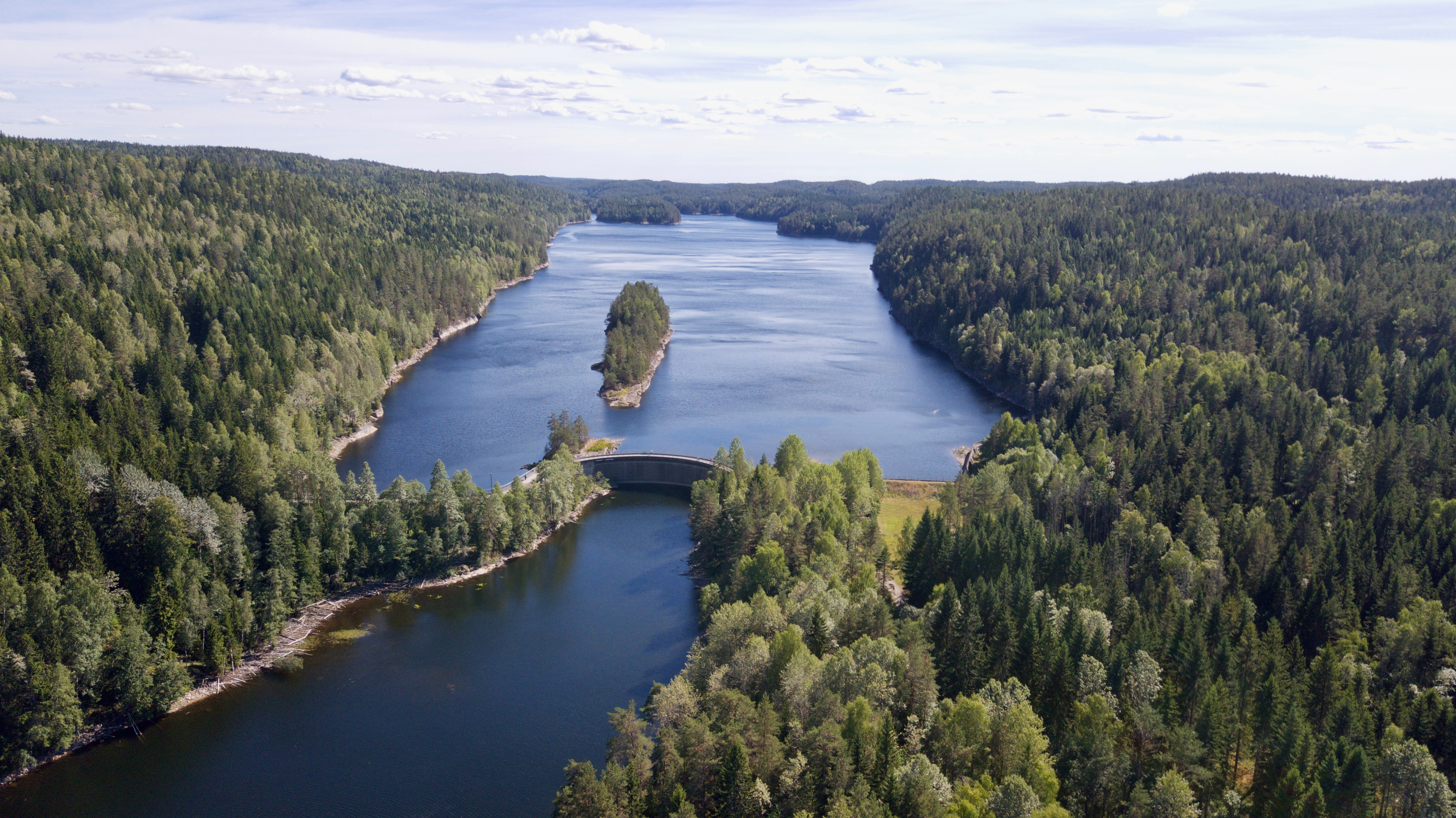
Nord-Elvåga

Die Østmarka wird als Wander- und Erholungsgebiet genutzt. Die Besucherzahlen stiegen stark an, nachdem die Gegend in den 1920er-Jahren an das Vorstadtbahnnetz angeschlossen wurde. Im November 2023 wurde der Nationalpark Østmarka gegründet, der einen Teil der gesamten Østmarka ausmacht. Die Fläche des Nationalparks beträgt etwa 59,96 km². Zuvor war das Gebiet bereits größtenteils als Naturreservat geschützt.
Die Elvåga auf der Grenze zwischen den Kommunen Oslo und Lørenskog wird als Trinkwasserquelle für den Südosten Oslos verwendet. Das Børtervann, mit einer Fläche von rund 2,5 km² der größte See der Østmarka, dient als Trinkwasserquelle für die Kommune Enebakk.